# Chalamo
A Chalamo egy olaszországi folyó. Acri városa mellett, a Calabriai-Appenninekben ered, majd a várostól délre a Mucone folyóba torkollik. Az ókorban Caedomus néven volt ismert. Torkolatvidéke előtt egy vízesés található a Vallo dei Giudei, mely 250 m magas.